# Februarie 2017
Acest articol este generat integral pe baza informațiilor din articolul 2017 și este actualizat periodic de un robot.
 Editările făcute în articol vor fi șterse la următoarea actualizare! Dacă doriți să faceți modificări, editați articolul-sursă.

ianuarie -
februarie -
martie -
aprilie -
mai -
iunie -
iulie -
august -
septembrie -
octombrie -
noiembrie -
decembrie
Februarie 2017 a fost a doua lună a anului și a început într-o zi de miercuri.

## Evenimente

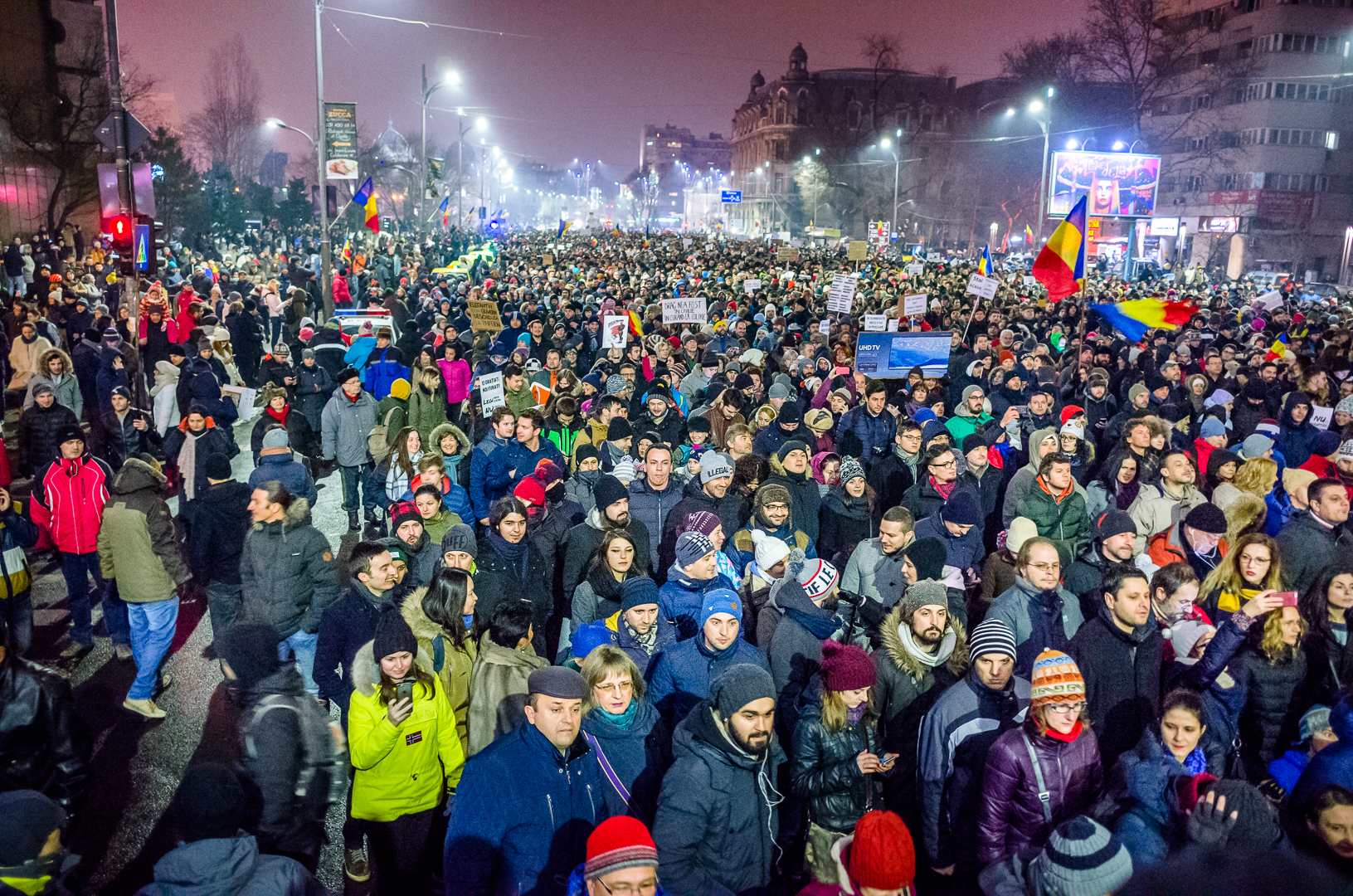
5 februarie: Un număr record de protestatari au cerut în Piața Victoriei din București demisia guvernului în urma scandalului OUG13.

- 3 februarie: România a ocupat locul 4 în întrecerea pe echipe la Campionatele Mondiale de sanie pe pârtie naturală de la Vatra Dornei. Federația Română de Bob și Sanie a clasificat rezultatul ca fiind unul „istoric".[1]
- 5 februarie: Ordonanța 14/2017, prin care a fost abrogată ordonanța 13/2017 de modificare a codurilor penale, a fost înregistrată la Senat pentru dezbatere, după ce anterior fusese publicată și în Monitorul Oficial. Înregistrarea la Parlament și publicarea în Monitor sunt condițiile obligatorii pentru ca o ordonanță de urgență să intre în vigoare.
- 5 februarie: Un număr record de protestatari au cerut în Piața Victoriei din București demisia guvernului. Potrivit unor surse peste 200.000 de oameni,[2] potrivit altor surse peste 150.000.[3] Zeci de mii de oameni au ieșit în stradă și în alte orașe din țară: Arad, Brașov, Constanța, Craiova, Iași, Sibiu, Timișoara. În același timp, aproximativ 2.000 de persoane au participat la o manifestație de susținere a guvernului, în fața Palatului Cotroceni.[4]
- 6 februarie: Regina Elisabeta a II-a a marcat a 65-a aniversare ca suveran, devenind singurul monarh britanic care celebrează Jubileul de Safir.
- 8 februarie: Guvernul condus de Sorin Grindeanu a supraviețuit primei moțiuni de cenzură inițiată de PNL și USR și susținută de PMP  în contextul adoptării de către guvern a OUG 13/2017, referitoare la modificările Codurilor penale. Moțiunea a fost respinsă cu 161 de voturi „pentru" și 8 „împotrivă". PSD și ALDE au asigurat cvorumul de ședință la moțiunea de cenzură, dar nu au votat.
- 8 februarie: Fostul premier Mohamed Abdullahi Mohamed a fost ales președinte al Somaliei în urma unui vot al parlamentarilor, promițând să lupte cu cele două flageluri majore din țară: corupția și combatanții islamiști shebab.
- 9 februarie: Ana Birchall a preluat interimatul pentru funcția de ministru al justiției, după de Florin Iordache, ministru în cabinetul Sorin-Mihai Grindeanu, și-a prezentat demisia după numai 25 zile de mandat.

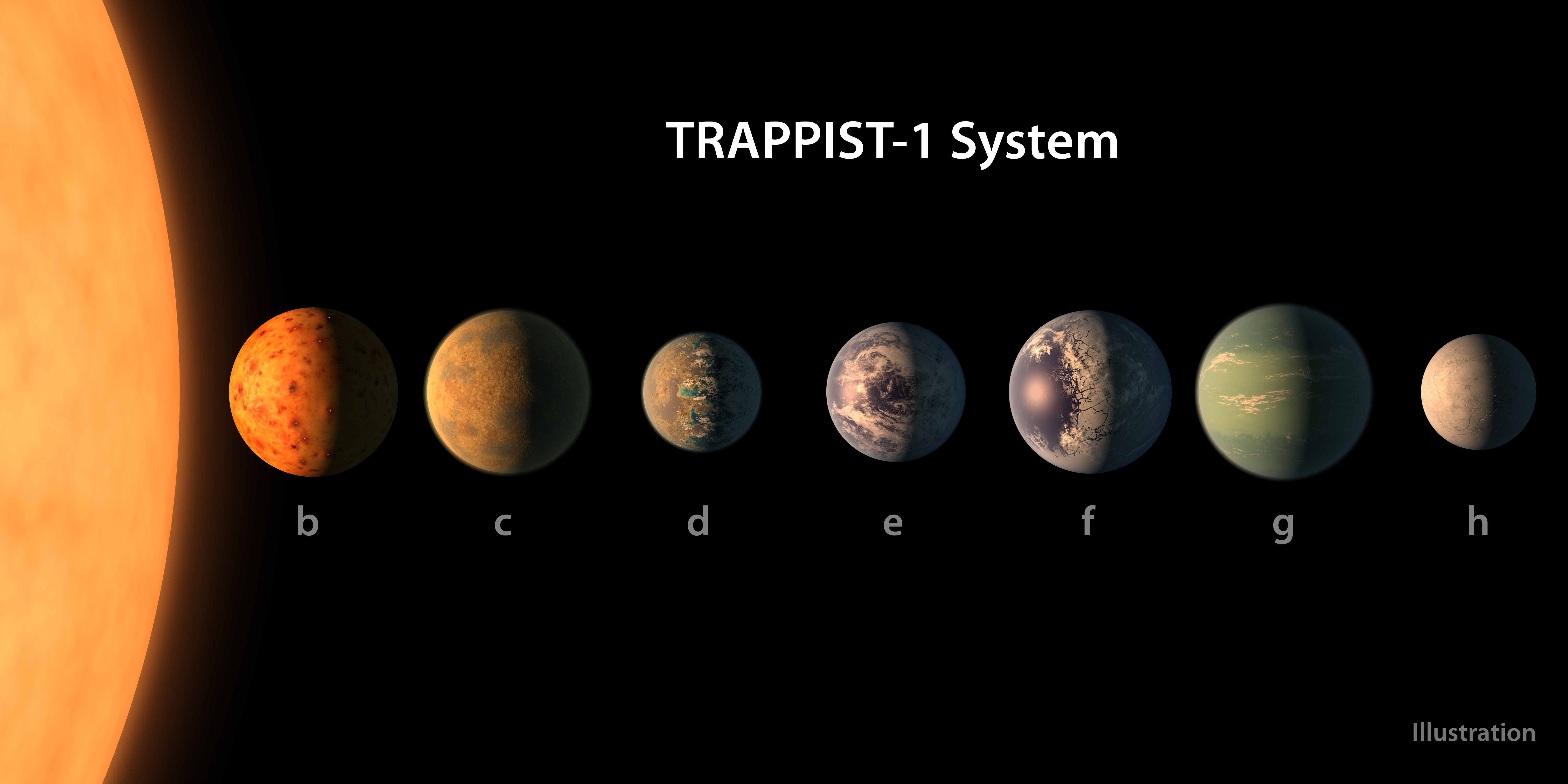
NASA și European Southern Observatory anunță descoperirea a patru noi planete asemănătoare Pământului în zona Goldilocks a stelei Trappist-1, în plus față de cele trei descoperite acolo anul trecut.

- 10 februarie: Din cauza acuzațiilor de corupție în legătură cu scandalul care implică compania de construcții braziliană Odebrecht, s-a emis un mandat de arestare internațional pe numele fostului președinte peruan Alejandro Toledo. Toledo care se află în prezent în Franța, este acuzat că ar fi primit 20 de milioane de dolari mită.[5]
- 12 februarie: Social-democratul german Frank-Walter Steinmeier a fost ales de către Adunarea Federală, al 12-lea președinte al Germaniei, funcție în care l-a succedat pe Joachim Gauck.

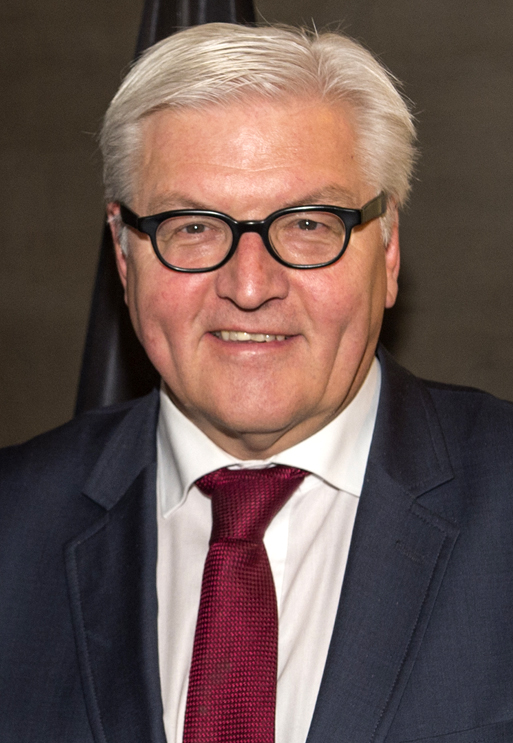
12 februarie: Social-democratul german Frank-Walter Steinmeier a fost ales de către Adunarea Federală, cel de-al 12-lea președinte al Germaniei

- 12 februarie: În alegerile prezidențiale, actualul președinte al Turkmenistanului, Gurbangulî Berdîmuhamedov a fost reales cu 97,7% din voturile exprimate, obținând astfel cel de-al treilea mandat.  Este pentru prima dată când alegerile prezidențiale sunt organizate după modificarea Constituției. Potrivit noii Constituții, mandatul de președinte a fost prelungit de la cinci la șapte ani, învingător fiind candidatul care cumulează 50% din voturi.
- 12 februarie: La cea de-a 70-a ediție a Premiilor BAFTA, filmul La La Land câștigă la cinci categorii, inclusiv la „Cel mai bun film".
- 12 februarie: A avut loc cea de-a 59-a ediție a Premiilor Grammy. Adele câștigă la patru categorii inclusiv „Albumul anului" cu albumul 25.
- 15 februarie: Parlamentul European a votat cu 408 voturi pentru, 254 împotrivă și 33 de abțineri, controversatul „acord economic și comercial între UE și Canada" (CETA). CETA a fost creat pentru a stimula schimburile comerciale prin reducerea tarifelor pentru bunurile și serviciile cele mai tranzacționate și de creștere a fluxurilor de investiții. Este de așteptat ca importurile și exporturile să crească cu 20%, atunci când acordul va fi pe deplin în vigoare. De asemenea, odată cu semnarea CETA, românii vor putea călători fără vize în Canada începând cu decembrie 2017.
- 18 februarie: Filmul Ana, mon amour al regizorului Călin Peter Netzer a câștigat Ursul de Argint pentru cea mai bună contribuție artistică, în cadrul galei de premiere a Festivalului Internațional de Film de la Berlin. Premiul a fost acordat Danei Bunescu pentru montajul filmului.
- 21 februarie: Sudanul de Sud a declarat stare de foamete în unele părți ale statului, Guvernul și Națiunile Unite (ONU) raportând că peste 100.000 de persoane se confruntă cu foametea, iar alte 1.000.000 de persoane se află în pragul înfometării.
- 22 februarie: NASA și European Southern Observatory anunță descoperirea a patru noi planete asemănătoare Pământului în zona Goldilocks a stelei Trappist-1, în plus față de cele trei descoperite acolo anul trecut.[6] Pe toate cele șapte planete telurice poate exista apă în stare lichidă dacă sunt îndeplinite anumite condiții atmosferice, însă șansele cele mai mari sunt pe trei dintre ele. Noul sistem solar alcătuit din cele șapte planete care gravitează în jurul unei stele mici, puțin luminoasă și foarte rece, este situat în galaxia noastră, la 39 de ani lumină de Terra.
- 24 februarie: A avut loc un atentat cu mașină capcană în apropiere de orașul Al-Bab, în nordul Siriei, care a provocat moartea a peste 51 de persoane, între care 34 de civili. Atacul a fost revendicat de Gruparea Statul Islamic (IS).
- 26 februarie: La cea de-a 89-a ediție a Premiilor Oscar, filmul La La Land câștigă la șase categorii, categoria de Cel mai bun film revenindu-i filmului Moonlight.

## Decese
- 1 februarie: Constantin Dinulescu, 85 ani, fotbalist român (atacant), (n. 1931)
- 1 februarie: Alma Redlinger, 92 ani, artistă plastică din România de etnie evreiască (n. 1924)[7]
- 2 februarie: Shunichiro Okano, 85 ani, fotbalist japonez (atacant), (n. 1931)
- 3 februarie: Dritëro Agolli, 85 ani, scriitor și ziarist albanez (n. 1931)
- 3 februarie: Zoia Bulgakova, 102 ani, actriță rusă (n. 1914)
- 3 februarie: Gheorghe Pârlea, 72 ani, actor de comedie din Republica Moldova, (n. 1944)
- 5 februarie: Irma Adelman, 86 ani, economistă americană de etnie română (n. 1930)
- 6 februarie: Raymond Smullyan, 97 ani, matematician, magician, pianist, logician, taoist și filozof american (n. 1919)
- 7 februarie: Valeriu Bularca, 85 ani, luptător român, campion mondial la Campionatului Mondial de la Yokohama (1961) și laureat cu argint la Jocurile Olimpice de vară din Tokyo (1964), (n. 1931)
- 7 februarie: Dinu Ianculescu, 91 ani, actor și poet român (n. 1925)
- 7 februarie: Țvetan Todorov, 77 ani, semiolog, lingvist și critic literar francez de etnie bulgară (n. 1939)
- 8 februarie: Rina Matsuno, 18 ani, fotomodel, actriță și cântăreață japoneză (Shiritsu Ebisu Chuugaku), (n. 1998)
- 8 februarie: Nelu Stratan, 51 ani, interpret și producător din R. Moldova de muzică folk și rock (Zai, zai), fratele lui Pavel Stratan (n. 1965)
- 8 februarie: Yoshio Tsuchiya, 89 ani, actor japonez (n. 1927)
- 9 februarie: Radu Bartholomeu Gabrea, 79 ani, regizor și scenarist român (Călătoria lui Gruber), (n. 1937)
- 10 februarie: Edward Bryant, 71 ani, scriitor american de literatură SF și horror (n. 1945)
- 11 februarie: Nag Arnoldi, 88 ani, sculptor, pictor și profesor elvețiano-italian (n. 1928)
- 13 februarie: Constantin Dilly Șerbănoiu, 69 ani, senator român (2000-2004), (n. 1948)
- 16 februarie: Jannis Kounellis, 80 ani, artist italian de origine greacă, exponent al mișcării Arte Povera (n. 1936)
- 17 februarie: Lidia Stăniloae, 83 ani, scriitoare română (n. 1933)
- 18 februarie: Vasile Ilucă, 80 ani, scriitor și pictor român (n. 1936)
- 19 februarie: Igor Șafarevici, 93 ani, matematician rus, de etnie ucrainneană, fondatorul școlii de teorie algebrică și a celei de geometrie algebrică, scriitor politic (n. 1923)
- 20 februarie: Titi Cioacă, 77 ani, senator român (1990-1992), (n. 1939)
- 20 februarie: Neculai Grigoraș, 72 ani, deputat român (1992-2004), (n. 1944)
- 20 februarie: Sofía Ímber, 92 ani, jurnalistă venezueleană născută în R. Moldova (n. 1924)
- 20 februarie: Carol Vereș, 90 ani, sportiv canotor român (n. 1926)
- 21 februarie: Kenneth Arrow, 95 ani, economist american, laureat al Premiului Nobel (1972), (n. 1921)
- 21 februarie: Ion Croitoru, 51 ani, wrestler canadian de etnie română (n. 1965)
- 25 februarie: Dan Munteanu, 79 ani, biolog român (n. 1937)
- 25 februarie: Bill Paxton (William Paxton), 61 ani, actor și regizor american (Titanic, Îngeri și demoni, Terminatorul), (n. 1955)
- 26 februarie: Șerban Viorel Stănoiu, 76 ani, jurist român (n. 1940)